# Волька (река)
Волька — река в России, протекает в Верхнекамском районе Кировской области. Устье реки находится в 115 км по правому берегу реки Порыш. Длина реки составляет 27 км.
Исток реки на Верхнекамской возвышенности в болотах в 10 км к югу от села Гидаево. В верховьях река течёт на северо-восток, затем поворачивает на северо-запад. Протекает рядом с деревней Безгачево и селом Гидаево. Впадает в Порыш в 7 км северо-западнее Гидаево. Ширина реки у устья около 10 метров.
Притоки — Средняя Волька, Малая Волька (правые); Лемга (левый).

## Данные водного реестра
По данным государственного водного реестра России относится к Камскому бассейновому округу, водохозяйственный участок реки — Кама от истока до водомерного поста у села Бондюг, речной подбассейн реки — бассейны притоков Камы до впадения Белой. Речной бассейн реки — Кама.
Код объекта в государственном водном реестре — 10010100112111100001228.